# Hayashio (destroyer)
Pour les autres navires du même nom, voir Hayashio.
Le Hayashio (早潮) était un destroyer de classe Kagerō en service de la Marine impériale japonaise pendant la Seconde Guerre mondiale.

## Historique
Après l'attaque de Pearl Harbor, le Hayashio rejoint la 15e Division de destroyer de la 2e Flotte et est déployé à Palaos, escortant le porte-avions Ryūjō et le mouilleur de mines Yaeyama (en) pour l'invasion du sud des Philippines.
Début 1942, il participe à l'invasion des Indes orientales néerlandaises, accompagnant les forces d'invasion à Manado, Kendari et Ambon en janvier et à Makassar, Timor et Java en février. Fin mars, il revient à Célèbes, au district naval de Sasebo, en compagnie du Kaga.
Fin avril, le Hayashio est déployé à partir de Kure comme navire de soutien pour l'occupation de Cagayan. Début mai, il retourne à Kure, qu'il atteint le 17, en compagnie du porte-avions endommagé Shōkaku. Début juin, il est déployé sur Saipan en escortant un convoi de troupes pour la bataille de Midway.
À la mi-juin, il sert de navire d'escorte pour les croiseurs en prévision d'un deuxième raid sur Ceylan, mais l'opération est annulée au moment où le navire atteint Mergui, en Birmanie.
Il sert alors d'escorte pour les croiseurs Kumano et Suzuya entre Balikpapan et les îles Salomon. Au cours de la bataille des Salomon orientales il fait partie de la Force de l'amiral Nobutake Kondō mais il ne participe à aucun combat. Durant le mois de septembre, il patrouille entre Truk et Guadalcanal. En octobre, il effectue des opérations “Tokyo Express” à Guadalcanal. Ces opérations se poursuivent à mi-février 1943. Le 26 octobre, au cours de la bataille de Santa Cruz, il escorte le porte-avions Jun'yō. Après la bataille, il revient aux îles Shortland en compagnie des Maya et Suzuya. Au cours de la bataille navale de Guadalcanal du 13 au 15 novembre, le Hayashio est navire amiral des convois de transports de troupes. Après la bataille, il revient à Kavieng en compagnie des Maya, Suzuya et Tenryū.
Le 24 novembre 1942, alors qu'il transite vers Lae, le navire est attaqué par des bombardiers de l'USAAF. Le feu devenant incontrôlable, le capitaine Kiyoshi Kaneda donne l'ordre d'abandonner le navire. Après avoir secouru les survivants, le destroyer Shiratsuyu l'envoie par le fond d'une torpille dans la baie de Guna (golfe de Huon), à la position géographique 7° 00′ S, 147° 30′ E.
Il est rayé des registres le 24 décembre 1942. 